# جانا فرانزیسکا پل
جانا فرانزیسکا پل (انگلیسی: Jana Franziska Poll؛ زادهٔ ۷ مهٔ ۱۹۸۸) بازیکن والیبال اهل آلمان است.
از باشگاه‌هایی که در آن بازی کرده‌است می‌توان به باشگاه والیبال المپیاکوس اشاره کرد.